# بانكو دي لا ريبوبليكا أورينتال ديل أوروغواي
بانكو دي لا ريبوبليكا أورينتال ديل أوروغواي (ب "") (المعروف أيضًا باسم البنك الرابيبوكي أو برو) هو بنك تجاري مملوكة للدولة في أوروغواي، تأسست في عام 1896 تحت رئاسة خوان إديارت بوردا. 
وهو أهم بنك أوروغواياني بأكبر عدد من العملاء،  ويلعب دورًا مهيمنًا في الإقراض والإيداع في السوق الأوروغوايانية. ولديها حاليًا 124 فرعًا في كافة أنحاء البلاد و2 في الخارج. 

## تاريخ البنك
في العقود الأخيرة من القرن التاسع عشر ، طُلبت مجموعات اجتماعية مختلفة مثل التجار الصغار والموظفين العامين ، الذين ، في إطار أزمة بارينغ ، من الوصول إلى الائتمان المصرفي ، حتى لا يلجأوا إلى البنوك الخاصة الرسومية والمقرضين المختلفين.  في مؤتمر الحيوانات الزراعية عام 1895 ، تم مطالبة بإنشاء مؤسسة مالية لتوفير الائتمان الزراعي ، وتكييف الشروط والشروط المطلوبة للإنتاج الريفي.  تم اقتراح إنشاء البنك من قبل وزير المالية فيديريكو فيدييلا في ذلك الوقت ، وتم مناقشته على نطاق واسع في البرلمان والصحافة المحلية ، وفي 4 أغسطس 1896 ، تم إصدار قانون يحتوي على الأساسات الأربعة والثلاثين من الميثاق العضوي.  في 24 أغسطس 1896 ، تم تثبيت أول مجلس إدارة للبنك ، وفي 22 أكتوبر افتتح البنك رسميا أبوابها ، مع 54 موظفاً.  تم إنشاء الحساب الودائع الأول من قبل الرئيس خوان إديارت بوردا. 
وقد منح الميثاق العضوي البنك سلطة إصدار الأوراق النقدية ـ وكان له احتكارها منذ عام 1907 ـ. مع مرور الوقت، طورت مجموعة واسعة من الأنشطة، مثل بنك الائتمان التجاري والمتخصص، وبنك الدولة، وتدريجيًا السلطة النقدية الأوروغوايانية. 
بعد أزمة عام 1929، أصبح البنك دي لا ريبوبليك القطاع الرئيسي للسياسة الاقتصادية. في الثلاثينيات من القرن الماضي، تم إعادة هيكلة البنك وتقسيمه إلى قسم مصرفي و قسم إدارة العملات وتوفير الأموال. في عام 1941، قرر مجلس الإدارة إنشاء قسم البحوث الاقتصادية، وبالتالي تكميلي دور البنك الاستشاري لهيئات الحكومة. 
وبسبب الأزمة المصرفية التي حدثت في الستينيات، تم فصل الإدارة المسؤولة عن إدارة العملة والمعروض النقدي عن المؤسسة وتحويلها إلى كيان جديد، وهو البنك المركزي لأوروغواي ، الذي تم إنشاؤه بموجب دستور عام 1967. 

## المقر الرئيسي للبنك
يقع المقر الرئيسي للبنك في سيوداد فيجا ، مونتيفيديو .  تم بناء المبنى، الذي صممه المهندس المعماري الإيطالي جيوفاني فيلتروني على الطراز الكلاسيكي الجديد ، في عام 1866 لإيواء البنك الإيطالي، واستخدمه لاحقًا على التوالي مؤسسات مصرفية أخرى، مثل بانكو يونيون ، أو مجلس الائتمان العام و بانكو ناشيونال حتى حلها. 

## فروع البنك
اعتبارًا من فبراير 2023، احتفظ البنك بـ 124 فرعًا في جميع أنحاء أوروغواي واثنين في الخارج ( بوينس آيرس ومدينة نيويورك ). 

فروع مختارة لبنك جمهورية أوروغواي
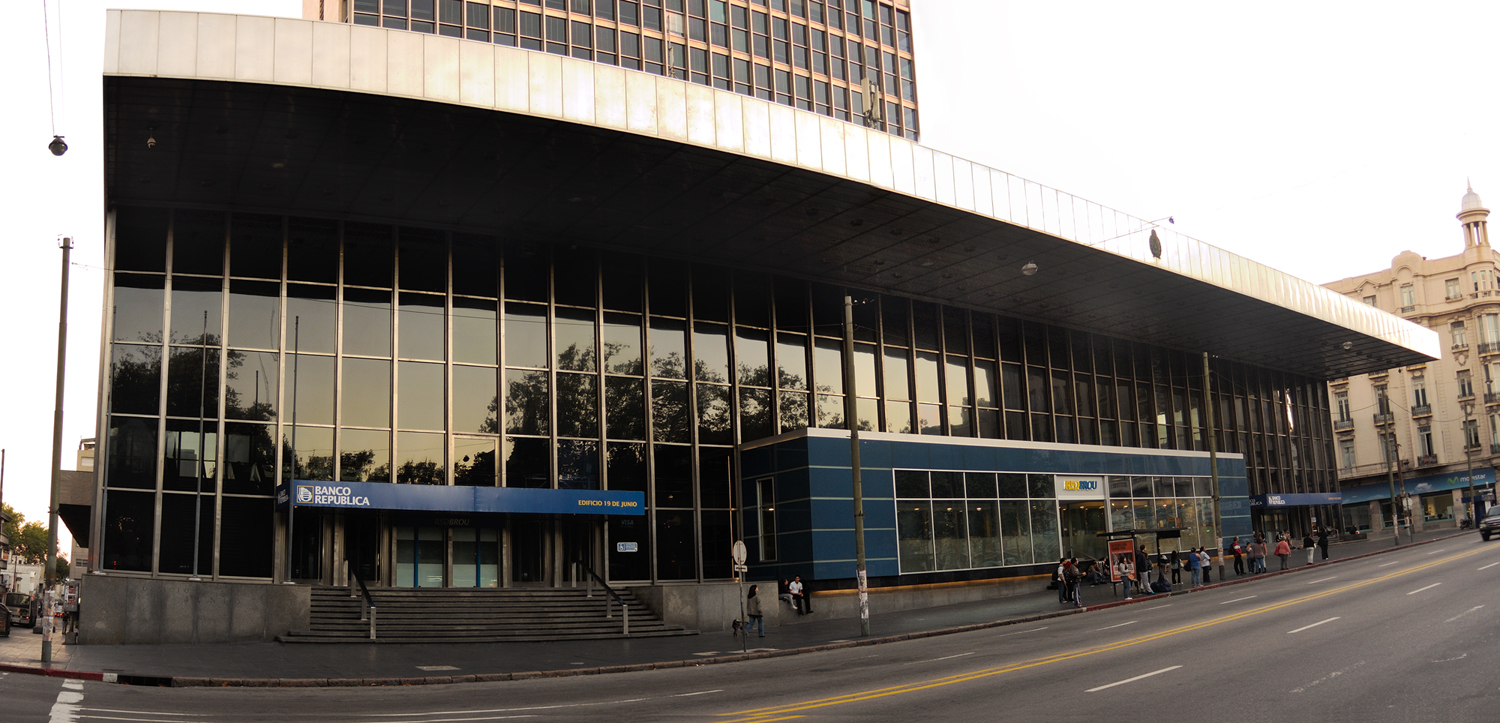
كوردون، مونتيفيديو
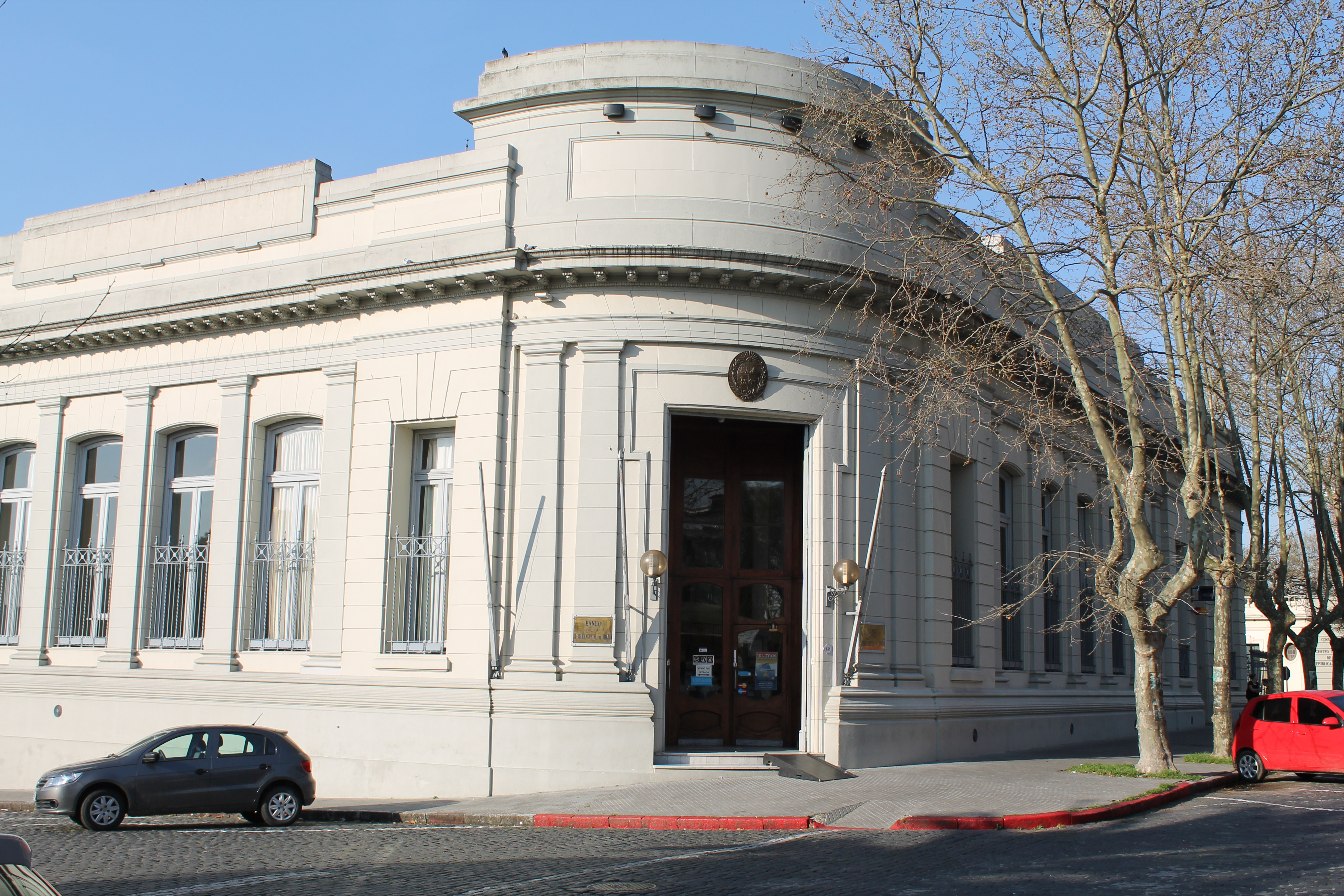
كولونيا ديل ساكرامنتو، كولونيا
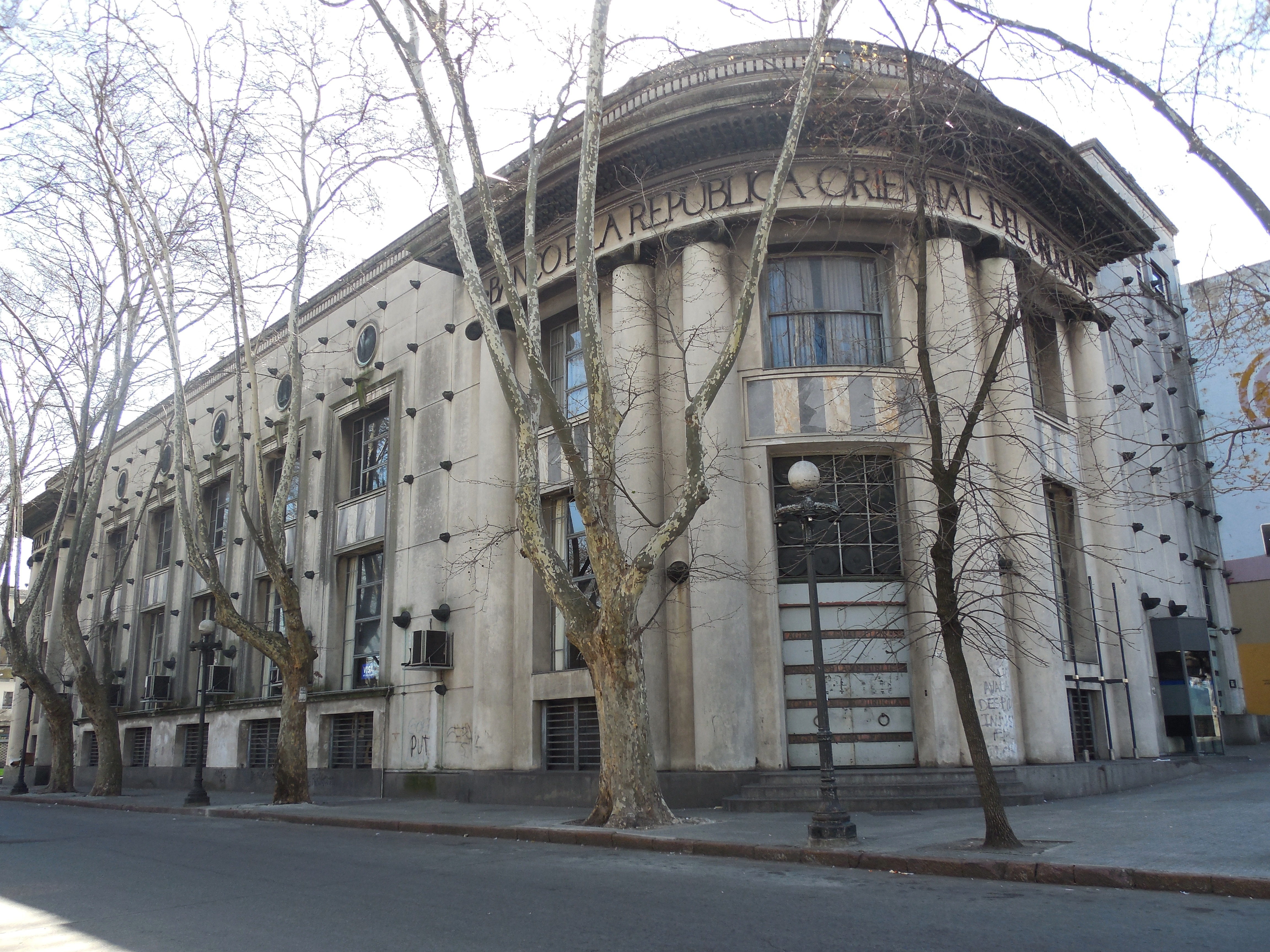
جويز، مونتيفيديو

## رؤساء البنك
قائمة الرؤساء في بنك دي لا ريبوبليك شرقيه لوروجواي قبل إنشاء بنك مركزي لأوروجواي.
| الاسم                       | الفترة                  | الملاحظات |
| --------------------------- | ----------------------- | --------- |
| كلاوديو ويليمان             | 01/05/1916 – 30/04/1928 | [ 15 ]    |
| بيدرو أرامند إرما           | 01/05/1928 – 30/11/1928 | [ 15 ]    |
| أليخاندرو غالينال           | 01/02/1929 – 30/11/1931 | [ 15 ]    |
| خافيير مينديفيل             | 01/12/1931 – 30/03/1933 | [ 15 ]    |
| جوس-سيراتو                  | 01/04/1933 – 30/07/1934 | [ 15 ]    |
| خورخي ويست                  | 01/08/1934 – 30/07/1938 | [ 15 ]    |
| غابرييل تيرا                | 01/08/1938 – 30/06/1939 | [ 15 ]    |
| فيسنتي كوستا                | 01/08/1939 – 31/05/1943 | [ 15 ]    |
| ألفريدو بالدومير            | 01/06/1943 – 30/06/1946 | [ 15 ]    |
| أندرس مارتنز تروبا          | 01/02/1948 – 30/06/1950 | [ 15 ]    |
| ألبرتو فيرمن زبير إرما      | 01/07/1950 – 30/11/1954 | [ 15 ]    |
| فرانسيسكو فورتيزا           | 01/06/1955 – 31/07/1958 | [ 15 ]    |
| ماريو فولجراف               | 01/08/1958 – 30/06/1959 | [ 15 ]    |
| سولانو أميليفيا             | 01/07/1959 – 30/04/1963 | [ 15 ]    |
| فرانسيسكو بوديستا           | 01/05/1963 – 30/06/1964 | [ 15 ]    |
| جوس بريدو بيدرو أرامند إرما | 01/08/1964 – 30/04/1965 | [ 15 ]    |
| خوليو سولسونا فلوريس        | 01/05/1965 – 31/01/1967 | [ 15 ]    |
| دانيال هـ. مارتينز          | 03/03/1967 – 16/05/1967 | [ 15 ]    |
| إنريكي ضد إغليسياس          | 16/05/1967 – 09/01/1969 | [ 15 ]    |